# Helius (Helius) corniger
Helius (Helius) corniger is een tweevleugelige uit de familie steltmuggen (Limoniidae). De soort komt voor in het Palearctisch gebied.